# Don Tait
Donald S. Tait, abrégé Don Tait (né le 15 mars 1920) est un scénariste américain d'origine canadienne ayant travaillé pour la télévision et aussi durant six années pour Walt Disney Productions.

## Biographie
Don Tait commence sa carrière en lisant beaucoup comme analyste éditorial chez 20th Century Fox, Warner Bros et la MGM. Il poursuit par travailler pour la télévision mélangeant des scénarios. 
En 1956, il vend son premier scénario pour un épisode de la série The Gallant Men (en), pour 1 500 USD. Au début des années 1960, il est producteur associé sur la série télévisée 77 Sunset Strip. En 1969, il écrit le film Les Démons de la violence.
En 1973, Don Tait signe un contrat exclusif avec Walt Disney Productions pour trois ans, une position très inhabituelle pour un scénariste d'Hollywood, tous ses écrits étant uniquement pour Disney. Ce poste est due à une offre de Ron Miller. Ce type de poste exclusif à un studio est même exceptionnel pour l'époque mais était la norme dans les années 1940 quand les studios produisaient deux fois plus de films. Les scénaristes sont désormais des freelance avec des salaires à cinq ou six chiffres mais aussi des ulcères, ironise Schreger. Bien que peu fan des productions Disney, il gagne le respect des équipes techniques. 
En 1976, il reste chez Disney bien que sans contrat exclusif. Il explique qu'il est agréable de travailler pour et dans un studio pour le divertissement que cela procure. Aussi de nombreuses personnes tentent d'écrire pour Disney mais n'y parviennent pas. 
En 1979, il est crédité pour le scénario de quatre des six films de Disney. Et Charles Schreger du Los Angeles Times indique sur le ton de l'humour, que malgré ses précédentes productions avant Disney, il n'est pas nécessaire d'organiser une campagne de courrier à la direction du studio Disney, à savoir le président Card Walker. En mars 1979, à l'époque de l'article, le film The North Avenue Irregulars est déjà sorti, les films Un cosmonaute chez le roi Arthur et Le Retour du gang des chaussons aux pommes sont déjà tourné et doivent sortir et il écrit le scénario de La Coccinelle à Mexico, la dernière production de la série La Coccinelle.

## Filmographie
- 1957-1962 : Maverick, série télévisée,
- 1958-1964 : 77 Sunset Strip, série télévisée, producteur associé
- 1969 : Les Démons de la violence, série télévisée
- 1972 : 3 Étoiles, 36 Chandelles
- 1974 : Un cowboy à Hawaï
- 1975 : Le Gang des chaussons aux pommes
- 1976 : Le Trésor de Matacumba
- 1976 : Un candidat au poil
- 1979 : The North Avenue Irregulars
- 1979 : Le Retour du gang des chaussons aux pommes
- 1979 : Un cosmonaute chez le roi Arthur
- 1980 : La Coccinelle à Mexico